# Ставрозои
Ставрозои (лат. Staurozoa) — класс стрекающих из подтипа Medusozoa. В настоящее время рассматривается в качестве монотипного таксона, включающего единственный отряд — ставромедуз (Stauromedusae), около 50 современных видов.

Филогения Medusozoa (по Van Iten et al., 2006)

## История изучения
Название этой группы было предложено в 2004 году зоологами Антонио Маркесом и Алленом Коллинсом для объединения двух отрядов — ископаемых Conulatae (известны c эдиакара по триас) и современных ставромедуз (Stauromedusae). Оба отряда прежде рассматривали в составе класса сцифоидных. Существенно, что в этом исследовании авторы затрагивали вопросы филогении всех групп Medusozoa, и большая часть использованных в анализе признаков была неприменима к Conulatae, известным лишь по ископаемым остаткам. Уже через два года Маркес и Коллинс в соавторстве с тремя палеонтологами из Бразилии и США выпустили ещё одну публикацию, в которой провели более аккуратный анализ, опровергший прежние результаты. Таксон в исходном составе следует считать полифилетическим, поскольку Conulatae оказались сестринской группой не для ставромедуз, а для отряда корономедуз, принадлежащих к классу сцифоидных. Таким образом, в Staurozoa сохранился лишь один отряд.